# Echte Verhalen: De Kliniek
Echte Verhalen: De Kliniek was een Belgisch televisieprogramma dat werd uitgezonden op VTM. De scripted realityreeks volgde de activiteiten van fictieve dokters in een Vlaams ziekenhuis en was gebaseerd op waargebeurde verhalen. Ze behoorde daarmee tot hetzelfde genre als Echte Verhalen: De Buurtpolitie.
Het eerste seizoen werd uitgezonden van 26 augustus 2013 tot 1 november 2013. Het tweede seizoen begon op 14 april 2014 en eindigde op 20 juni 2014. Seizoen 1 telt 50 afleveringen, seizoen 2 telt 45 afleveringen.

## Cast
| Personage                                            | Functie                                        | Seizoenen | Seizoenen |
| Personage                                            | Functie                                        | 1         | 2         |
| ---------------------------------------------------- | ---------------------------------------------- | --------- | --------- |
| Dr. Thomas Verreecken (acteur: Floris Schillebeeckx) | Internist kanker, specialist tropische ziektes | Ja        | Ja        |
| Dr. Charlotte van Damme (actrice: Katrijn Govaert)   | Trauma-arts, seksuologe                        | Ja        | Ja        |
| Dr. Lin Sonck (actrice: Erika Xuan Nguyen)           | Internist, kinderarts                          | Ja        | Nee       |
| Dr. Bart Beeckmans (acteur: Tom Lathouwers)          | Neuroloog, psycholoog                          | Ja        | Nee       |
| Dr. Erik De Caluwé                                   | Neus-, keel- en oorspecialist                  | Ja        | Nee       |
| Dr. Viktor Moreno (acteur: Gregory Caers)            | Neuroloog, specialist genetische aandoeningen  | Nee       | Ja        |
| Dr. Eva De Coninck (actrice: Nicki Van Roosbroeck)   | Neus-, keel- en oorspecialist                  | Nee       | Ja        |
| Dr. Karolien De Leeuw                                | Internist, kinderarts                          | Nee       | Ja        |

Benjamien Schollaert verzorgt de voice-over.

## Kijkcijfers
Het programma haalde bij de eerste uitzending ongeveer tussen de 200.000 en de 300.000 kijkers.